# SLB (企業)
SLB（SLB Limited、NYSE: SLB）は、油田探査および、各種油田探査用計測機器の開発・製造をコアビジネスとする、最大級の多国籍企業である。創業者の家系はユグノーであった。フランス・パリとアメリカ合衆国・ヒューストンに本社を構える。
油田探査ではワイヤーライン検層などを用いて埋蔵量解析から油田の生産開始までの各種サポートを行っており、高温高圧環境に耐える検層機器等を自社内で開発・製造している。かつては水道メーターや半導体検査装置の開発、生産も行っていたことがあり、一時フェアチャイルドセミコンダクターを傘下に抱えていたこともある。

## 創業者の時代

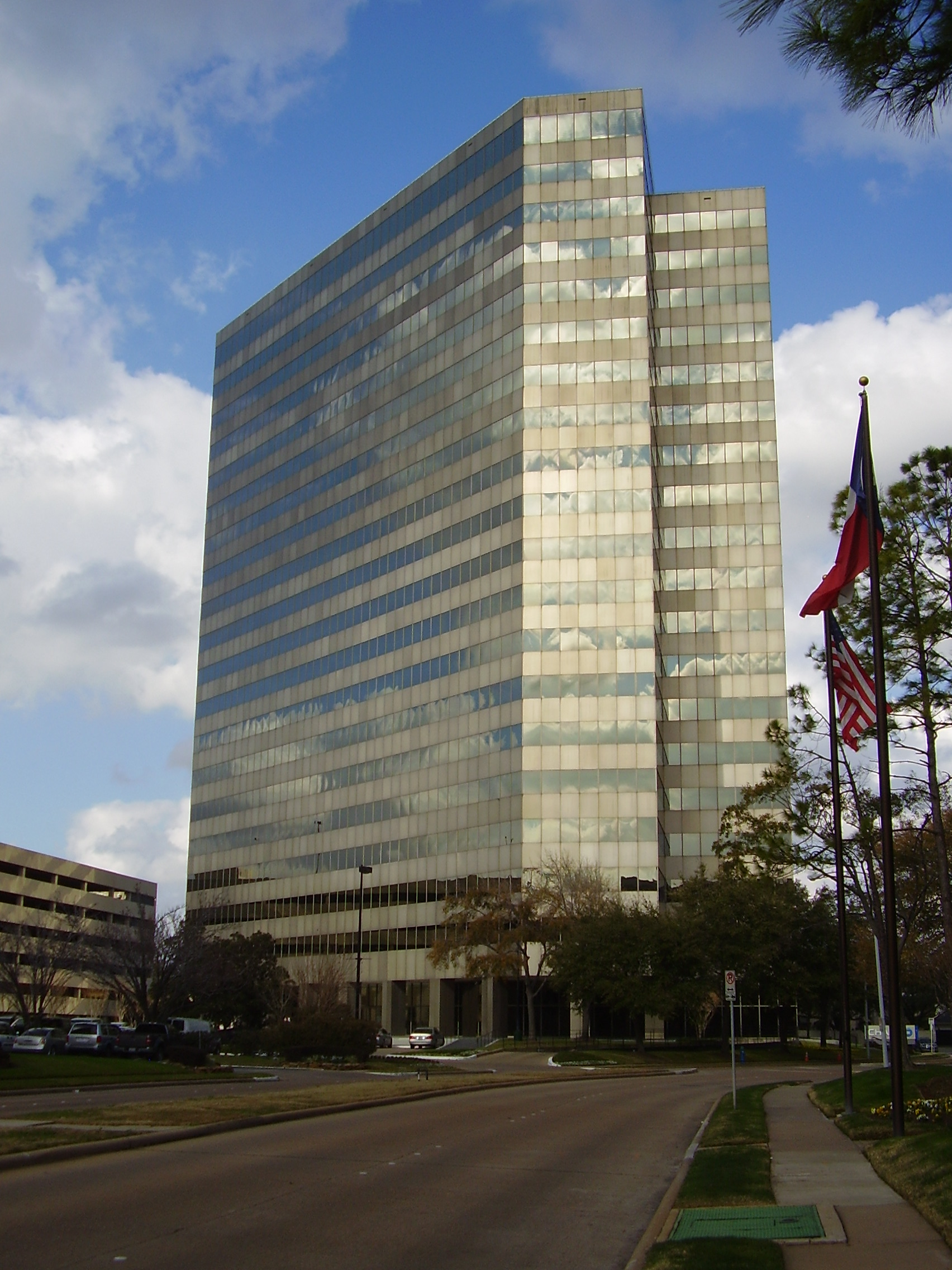
テキサス州ヒューストンのシュルンベルジェ・ソリューションズ・センター（本社）

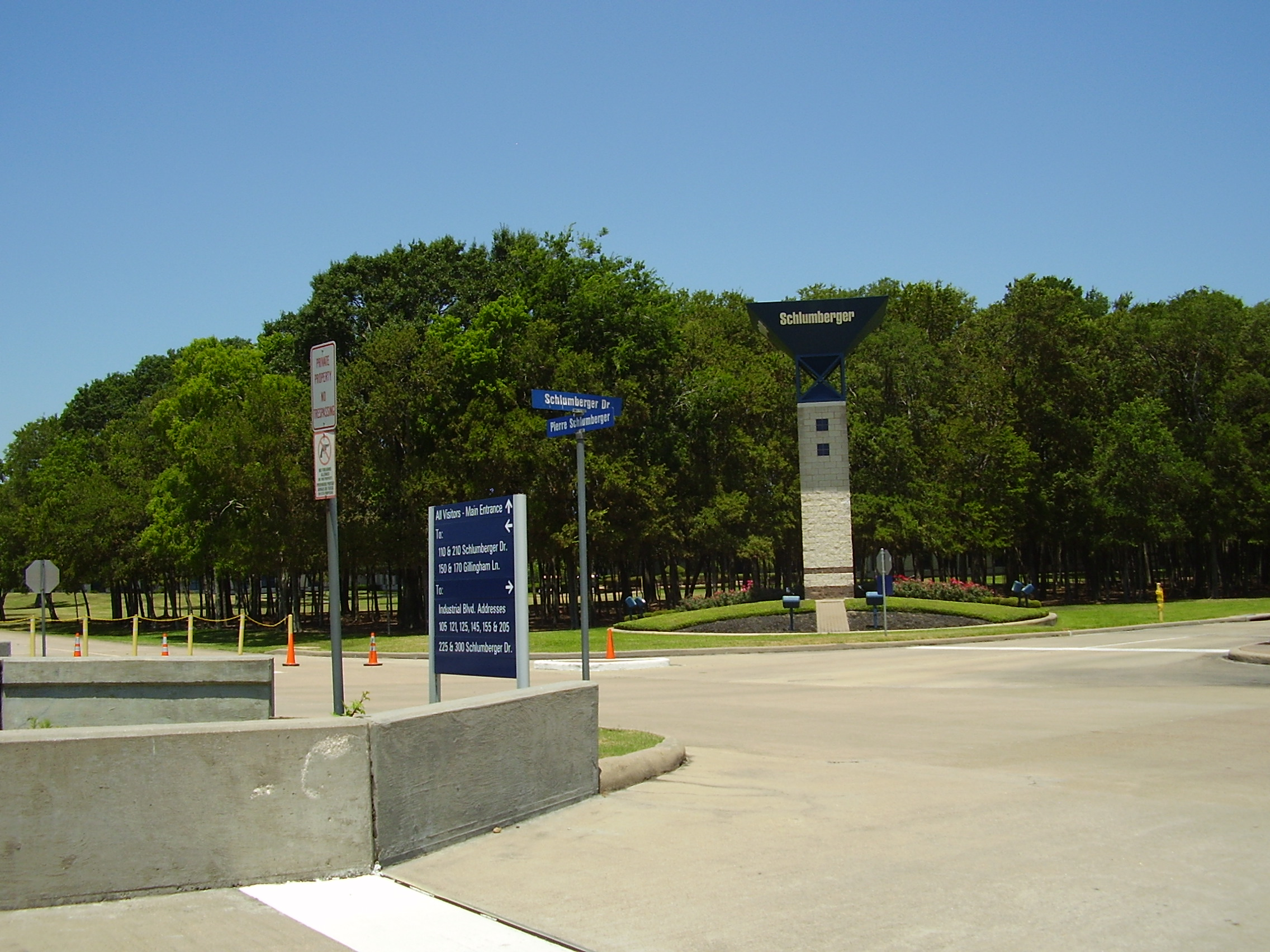
テキサス州シュガー・ランドのシュルンベルジェ・コンプレックス（Schlumberger complex）

2022年10月までのシュルンベルジェのロゴ

1926年、アルザス出身のアルザス人（ドイツ系フランス人）のシュルンベルジェ兄弟によって Société de Prospection Électrique が設立された。兄弟は地球物理学の手法を駆使して世界各国で検層事業を展開した。
家族はノルマンディーに避暑地をもつほど裕福であったし、兄弟は高等教育を享受した。兄（Conrad）は実績があり、1914年にセルビアに顧客を得て銅鉱床の探査を受注していた。第一次世界大戦が勃発して事業は中断したが、1919年に兄弟がパリで新たに起業した。1923年に石油会社から初めてルーマニアの探査を受注し、みごとな地図を作成した。1927年にペシェルボン（エルフ・アキテーヌを参照）から正式に受注し、リーズナブルにやりとげた。
1929年にアメリカへ進出した。ベネズエラへ送った調査隊が良い結果を報告したので、ロイヤル・ダッチ・シェルがルーマニア・スマトラ島・トリニダード島の仕事をくれた。シュルンベルジュはソ連にも調査隊を派遣していた。ソ連は世界恐慌をものともせずバクー油田の開発を進め、シュルンベルジュはここでも仕事にありついた。1932年、シェルの依頼をうけ、テキサスとカリフォルニア沿岸を調べ成功した。兄弟は1934年ヒューストンにシュルンベルジェ検層会社を設立した。この会社はメキシコ湾の地理的恩恵を存分に享受して、シュルンベルジェの稼ぎ頭となった。1936年に兄が他界して、弟（Marcel）がリーダーとなった。このときすでに、北米だけで毎月千件以上の依頼を受けるようになっていた。
1939年、兄の娘ドミニクの夫（De Ménil）が、シュルンベルジェの金融部門を統括することとなった。1940年にシュルンベルジェ本社はナチス・ドイツに占領されたフランスを逃れて、ヒューストンに移転した。この年、弟マルセルはライバルのハリバートンから1千万ドル提供の申出を受けた。1945年、フランス銀行の200家族が営む銀行業と合併してヌフリーズ・シュルンベルジェ・マレを設立した（1980年からABNアムロ銀行傘下）。

## ニューヨーク時代
1953年にマルセルが死んだ。グループを束ねる後継者に恵まれず、有力な三人がそれぞれの得意分野を代表した。戦中連合軍に貢献し技術探査を担うアンリ・ドール（Henri Doll）、南ア・中東で金融部門の指揮をとるメニル、そして欧州を統括する弟マルセルの義理の息子（Réne Seydoux）。1956年、マルセルの息子ピエールを社長、アンリを会長として、キュラソー島に租税回避のできるシュルンベルジェ・リミテッドを設立した。グループ全体の家族経営こそ続いたが、新株を発行するようになった。戦後アメリカの油田開発ブームが最高潮であったとき、その資金力でシュルンベルジェは急成長した。ピエールたちはエレクトロニクスへ進出した。ピエールは1960年代前半に業績をあげながら、役員会の決定で社長の座を降りた。
1965年、ピエールの後継がマルセルの親友で社会学者のジャン（Jean Riboud）に決まり、彼の采配でグループ本部がニューヨークへ移った。1970年にCC（Compagnie des compteurs）を買収した。オイルショックのとき石油輸出国機構が油田探査とボーリングに殺到し、グループは新規に開拓する全油田の仕事を受注し利益をあげた。1979年に落ち目のフェアチャイルドを買収したが、再建に失敗して1987年セミコンダクターに売却した。前後して1985年、ジャンが死んで息子のミシェルが社長となった。会長も交代して、デュガルド（Dugald Baird）の息子で地理学者のユアン（Euan）が就任した。コアビジネスへ回帰し、グループの技術を革新した。1987年、ARPANETの古参ユーザーであったシュルンベルジェが、World Wide Webのサービス開始より早く、現在のドメイン名を登録した。1986年から1993年にかけて、ノルウェーのゲコとプラクラを傘下におき統合した（Geco-Prakla, 北海油田開発と関係）。1994年にケーブル・アンド・ワイヤレスと合弁でオムネス（Omnes）という事業を立ち上げた。この会社は、エネルギー産業が運営する互いに離れた事業所の円滑な連絡を実現した。
1999年7月、シュルンベルジェは合衆国外のボーリング事業をスミス・インターナショナル（Smith International）のM-1部門と合併させて、4対6の合弁事業とした。連邦当局は5年前シュルンベルジェとスミス両社に予め調停で事業混合の禁止を言い渡してあったので、1999年の合弁を反トラスト法違反容疑で立件した。12月に連邦裁判所は各社に75万ドルの罰金を課し、向こう5年間も当局の調査を受け入れるよう命令した。両者は1310万ドルを支払う条件で米司法省と和解し、合弁事業は続けられた。シュルンベルジェは調子付いて、世紀末に子会社をトランスオーシャン（Transocean）と合併させたり、ベイカー・ヒューズ（Baker Hughes）と合弁事業を立ち上げたりした。2001年3月、Bullのスマートカード事業を3.13億ドルで買収した。4月にセマグループ（Sema Group）を買収して、シュルンベルジュセマと改名したが、2004年にアトス・オリジンに売却した。2003年にはロシアの石油同盟（PetroAlliance Services Company Limited）を買収したが、同年はユコスとシブネフチの合併が挫折していた。

## 現在
2006年にシュルンベルジェ本部がヒューストンに帰ってきた。世界金融危機は石油産業に打撃を与えたが、シュルンベルジェにおいてはインフレと世界的な鉱業の増産が業績を超回復させた。2010年、シュルンベルジェはスミスを買収してしまった。イスラム国が国際的な経済制裁下にあった2015年、シュルンベルジェは米司法省からイランとスーダンでの取引をとがめられて2.33億ドルの罰金を課された。シュルンベルジェは同年8月、キャメロン（Cameron International）を148億ドルで買収した。なお、4月からパール（Paal Kibsgaard）がシュルンベルジュ会長を務めている。
2022年10月17日、ロシア人従業員9000人以上に対する徴兵通知が届きはじめているが、同社は従業員が動員を逃れるための遠隔地雇用を許可していないことが判明。
2022年10月24日、 低炭素の社会を見据え、社名をSLBに変更しロゴマークを刷新した。

## 日本法人
米国シュルンベルジェ社の日本におけるテクノロジーセンターとして、100％出資による日本法人、シュルンベルジェ株式会社(SKK)(旧、日本シュルンベルジェ株式会社、東京・新宿)が設立されており、神奈川県相模原市中央区に淵野辺本社テクノロジーセンターがあるほか、オイルフィールドサービスオペレーション拠点である、長岡事業所（新潟県長岡市）・東京事業所がある。日本法人はアジア地域の開発・生産拠点と位置づけられている。
日本支社では主に検層機器の開発を行っている。

## 文献
- Ken Auletta (1984). The Art of Corporate Success: The Story of Schlumberger. Putnam. ISBN 9780399129308
- ケン・オーレッタ 著、稲盛和夫 訳『パーフェクト・カンパニー―偉大な企業は完全を追求する』徳間書店、1984年。ISBN 978-4193529180。